# 1945 Wesselink
1945 Wesselink (1930 OL) là một tiểu hành tinh vành đai chính được phát hiện ngày 22 tháng 7 năm 1930 bởi H. van Gent ở Johannesburg (LS).